# Uhelná
Uhelná (do roku 1948 Serksdorf, něm. Sörgsdorf) – miejscowość gminna położona w kraju ołomunieckim, w powiecie Jesionik, w Czechach.

## Podział

### części gminy
- Červený Důl
- Dolní Fořt
- Horní Fořt
- Hraničky - zniszczone po wojnie i wyludnione, obecnie istnieje tylko 1 budynek
- Nové Vilémovice
- Uhelná

### gminy katastralne
- Dolní Fořt (383,68 ha)
- Nové Vilémovice (1352,55 ha)
- Uhelná (514,54 ha)